# La villa del venerdì
Pour plus de détails, voir Fiche technique et Distribution.
La villa del venerdì est un film italien réalisé par Mauro Bolognini, sorti en 1991. 
Ce film dramatique et érotique est l'adaptation du roman éponyme écrit par Alberto Moravia. C'est le dernier film de Mauro Bolognini.

## Synopsis
À la suite de leur mariage, Alina déclare à Stefan qu'elle veut absolument avoir un amant. Stefan accepte à condition que sa femme lui relate tous les détails sur sa liaison. Mais bientôt, ce sera au tour de l'amant d'avoir des exigences…

## Fiche technique
- Titre original : La villa del venerdi
- Réalisation : Mauro Bolognini
- Scénario : Sergio Bazzini, Alberto Moravia d'après son roman éponyme
- Photographie : Giuseppe Lanci
- Montage : Sergio Montanari
- Musique : Ennio Morricone
- Costumes : Giorgio Armani, Alberto Spiazzi
- Producteur : Galliano Juso
- Directeur artistique : Claudio Cinini
- Pays :  Italie
- Langue : italien, anglais
- Format : Couleur
- Genre : érotique, dramatique
- Durée : 113 minutes
- Dates de sortie :
  -  Italie : 19 septembre 1991

## Distribution
- Julian Sands : Stefan
- Joanna Pacuła : Alina
- Tchéky Karyo : Paolo
- Lara Wendel : Louisa
- Jeanne Valérie : Mère de Louisa
- Sara Ricci
- Marco Di Stefano : Piero
- Sonia Topazio : Perla
- Veronica Del Chiappa
- Ines Nobili